# Château de Kuwana
Le château de Kuwana (桑名城, Kuwana-jō) était un château japonais situé à Kuwana, dans la préfecture de Mie. Il a aussi été appelé château d'Ōgi (扇城, Ōgi-jō) ou château d'Asahi (扇城, Asahi-jō). Il n'en reste à présent que quelques vestiges.

## Histoire
Après la bataille de Sekigahara, Honda Tadakatsu est nommé à la tête de domaine de Kuwana par Tokugawa Ieyasu. Il est chargé de fortifier l'embouchure des fleuves Ibi et Kiso, point stratégique du Tōkaidō. La construction du château débute en 1601 sur la rive ouest du fleuve Ibi. Kuwana-juku, 42e station du Tōkaidō, se développe alors.
En 1616, le clan Honda est transféré au domaine de Himeji et le domaine de Kuwana passe sous le contrôle d'une branche cadette du clan Matsudaira qui le dirigera jusqu'à la fin de l'époque d'Edo. En 1701, le château brûle lors d'un incendie qui détruit également la majeure partie de la ville. Le shogunat Tokugawa n'autorise pas la reconstruction du donjon et le reste du château est restauré à plus petite échelle.
A la fin du shogunat Tokugawa, le domaine de Kuwana est dirigé par Matsudaira Sadaaki, principal partisan du clan Tokugawa durant la guerre de Boshin. Cependant le château est cédé sans combat aux forces impériales alors que Sadaaki affrontait l'alliance Satchō dans le nord du Japon. Le château est incendié par les troupes du gouvernement Meiji et après la restauration de Meiji, les murs de pierre sont démolis pour construire une partie du brise-lames du port de Yokkaichi.
En 1928, le parc Kyūka est créé sur le site du château et les ruines deviennent un site historique de la préfecture de Mie en 1942. Une tourelle est reconstruite en 2003 et sert notamment d'espace d'exposition.

## Galerie

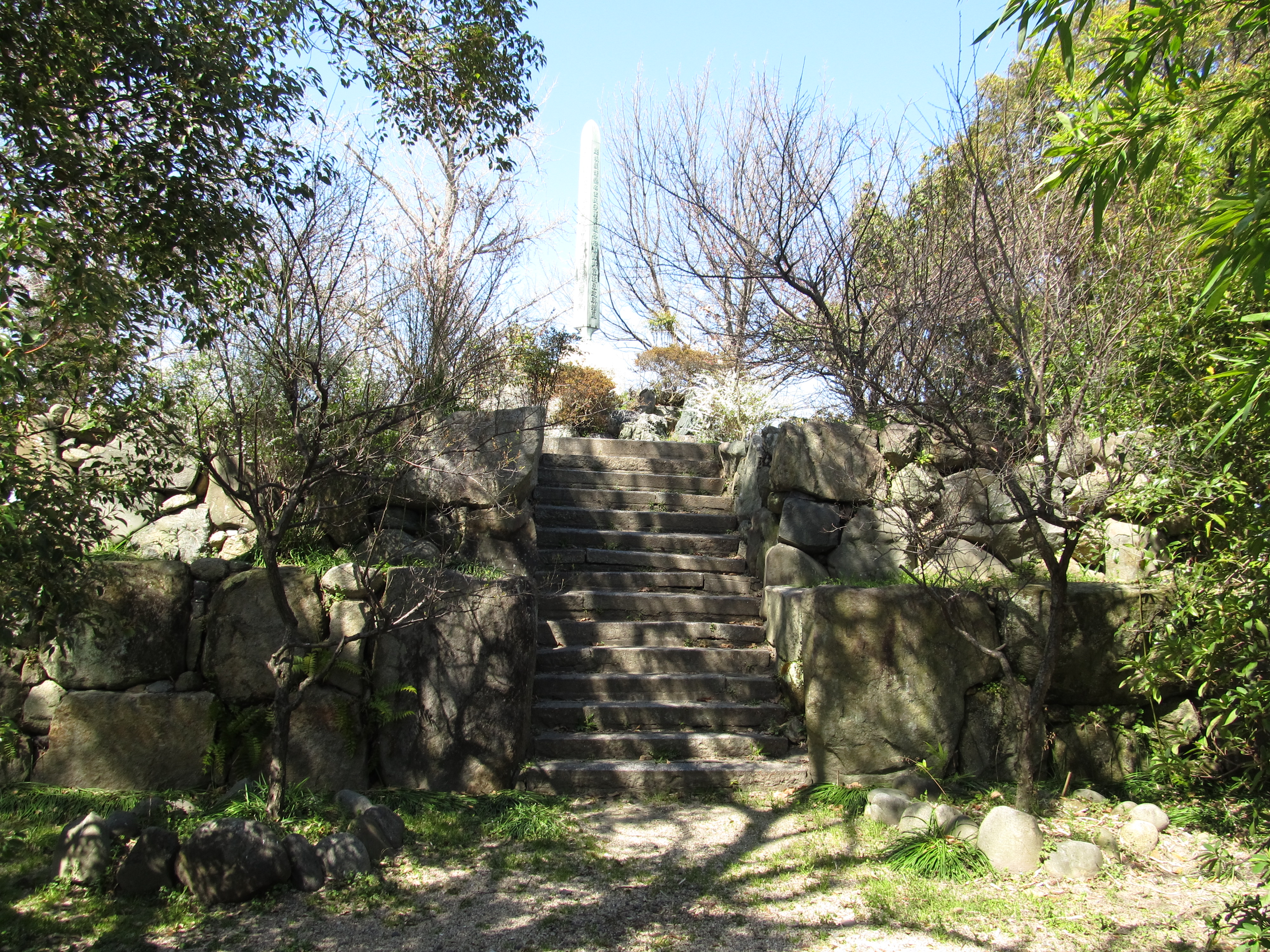
Vestige des fondations du donjon.
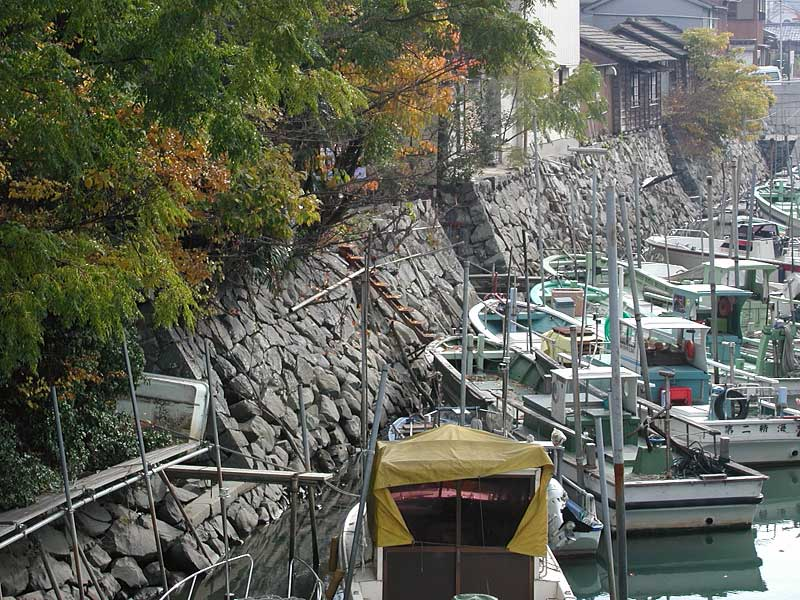
Vestige de murs de pierre du château.
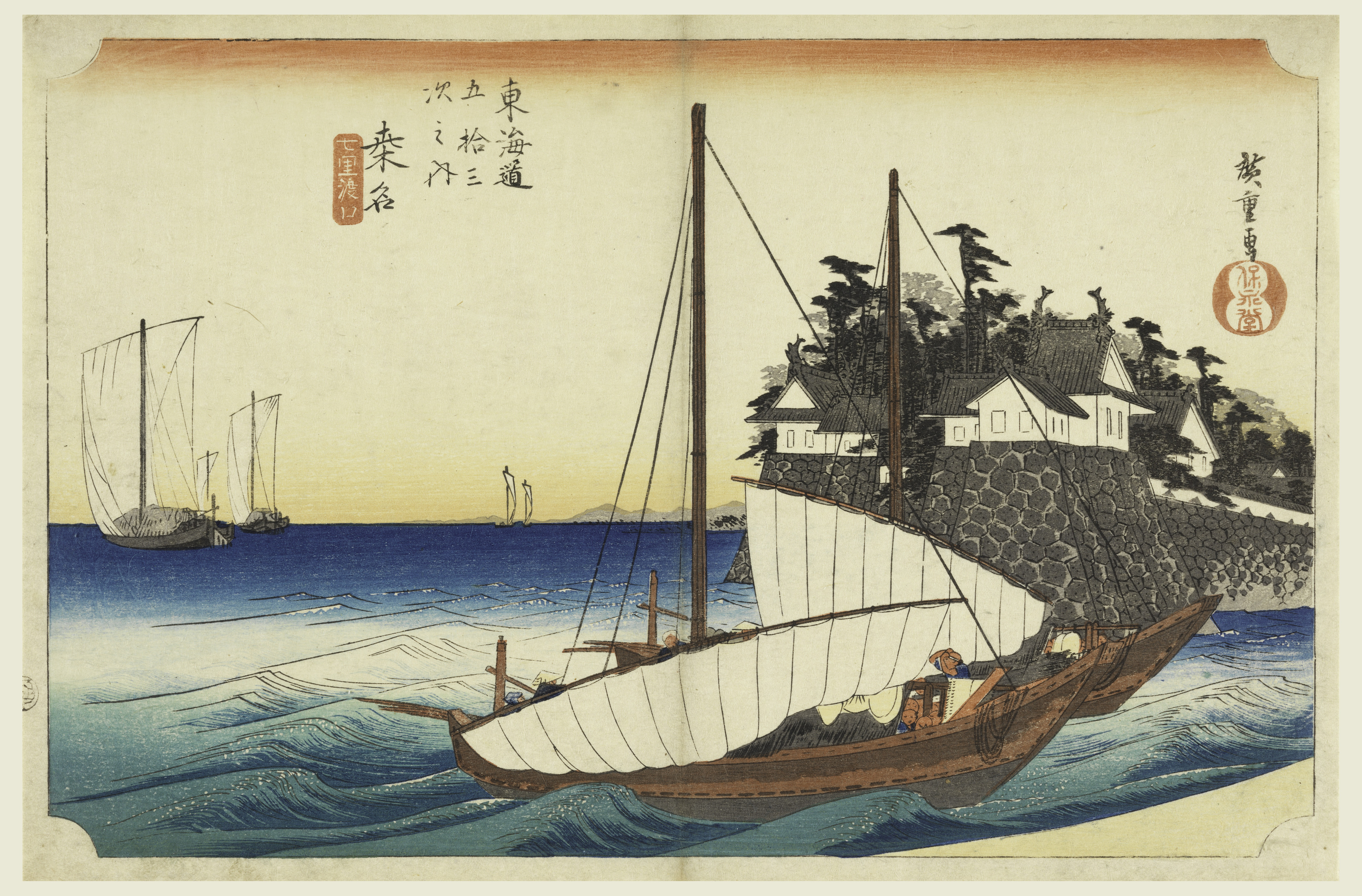
Estampe de Hiroshige représentant Kuwana-juku, avec le château de Kuwana.